# Rovescala
Rovescala är en ort och kommun i provinsen Pavia i regionen Lombardiet i Italien. Kommunen hade 883 invånare (2018).